# Sven Ehrström
Sven Erik Olof Ehrström, född 19 februari 1909 i Åbo, död 4 oktober 1981 i Helsingfors, var en finländsk skådespelare.

## Biografi
Ehrström utbildades vid Svenska Teaterns elevskola 1931–1933. Han hade fast engagemang vid Svenska Teatern 1933–1974 och gjorde en insats främst med sina finslipade, med små medel utförda karaktärsstudier, till exempel hans finkänsliga och gripande tolkning av läraren i Terence Rattigans Äktenskap. Av klassiska roller spelade Ehrström Molières Scapin och Harpagon i Den girige med roande karakterisering.
Han tilldelades Pro Finlandia-medaljen 1960.
Han gifte sig 1937 med skådespelaren May Pihlgren.

## Teater

### Roller (ej komplett)
| År   | Roll              | Produktion                                         | Regi        | Teater                       |
| ---- | ----------------- | -------------------------------------------------- | ----------- | ---------------------------- |
| 1938 | Jacques Lauriston | Madame Sans-Gêne Victorien Sardou och Émile Moreau | Mia Backman | Svenska Teatern, Helsingfors |